# 武士道 (新渡戸稲造)
『武士道』（ぶしどう、英語: Bushido: The Soul of Japan）は、1899年に刊行された新渡戸稲造による著書。原文は英語で書かれ、アメリカ合衆国で出版された。

## 概要
日本の武士道を欧米に紹介する目的で1899年（明治32年）にフィラデルフィアで刊行された。思想家・教育家として著名な新渡戸が、日本人の道徳観の核心となっている「武士道」について、西欧の哲学と対比しながら、日本人の心のよりどころを世界に向けて解説した著作で、新渡戸自身の代表作となっている。内村鑑三の『代表的日本人』、岡倉天心の『茶の本』と並んで、明治期に日本人が英語で書いた著書として重要である。執筆は、カリフォルニア州モントレーで行っていた。
日本では1900年に裳華房により翻刻され、15,000部が売れたといわれる。1908年（明治41年）には櫻井鴎村によって日本語にも翻訳され、1938年（昭和13年）に岩波書店から刊行された矢内原忠雄による翻訳が現在の定本となっている。
一方、天皇へのキリスト教徒の不敬を弾劾した井上哲次郎や『君が代』と『古事記』を英訳したバジル・ホール・チェンバレン、皇室学者の津田左右吉などからは「新渡戸の『武士道』が誤った日本像を海外に広め、あるべき概念を混乱させている」等と内容を批判された。

## 各章
- 第1章 道徳の体系としての武士道
- 第2章 武士道の淵源
- 第3章 義または正義
- 第4章 勇気、敢為堅忍の精神
- 第5章 仁、側隠の心
- 第6章 礼儀
- 第7章 正直と誠実の心
- 第8章 名誉
- 第9章 忠義
- 第10章 侍と教育と訓練
- 第11章 克己
- 第12章 自害と敵討ち
- 第13章 刀・侍の魂
- 第14章 女性の訓練と地位
- 第15章 武士道の感化
- 第16章 武士道はなお生きているか？
- 第17章 武士道の将来

## 書籍

### 原文
- Bushido: The Soul of Japan. Inazo Nitobe. Kodansha International. (2002). ISBN 978-4-7700-2731-3

### 日本語訳
- 『武士道』櫻井鴎村訳、丁未出版社、1908年（明治41年）3月。
  - 『明治文学全集 88 明治宗教文学集（二）』筑摩書房、1975年。ISBN 978-4-480-10388-8。 - 新渡戸稲造篇に櫻井鴎村訳『武士道』を収録。
- 『武士道』矢内原忠雄訳（第91刷改版）、岩波書店〈岩波文庫 青118-1〉、2007年（平成19年）4月（原著1938年（昭和13年）10月）。ISBN 4-00-331181-7。ハルキ文庫、2014年10月
- 『武士道』矢内原忠雄訳、岩波書店〈ワイド版岩波文庫 35〉、1991年（平成3年）6月。ISBN 4-00-007035-5。
- 『武士道　現代語で読む最高の名著』奈良本辰也訳・解説、三笠書房〈知的生きかた文庫〉、1993年（平成5年）2月。ISBN 4-8379-0563-3。新装単行判、2013年9月
- 『いま、拠って立つべき日本の精神 武士道』岬龍一郎訳（第1版第1刷）、PHP研究所、2005年8月17日。ISBN 4-569-66427-X。
- 『武士道　現代語訳』、山本博文訳・解説、筑摩書房〈ちくま新書〉、2010年（平成22年）8月
- 『新訳武士道　ビギナーズ日本の思想』、大久保喬樹訳、角川ソフィア文庫、2015年（平成27年）5月